# Велёнча
Велёнча (пол. Wielącza) — деревня в Замойском повете Люблинского воеводства Польши. Входит в состав гмины Щебжешин. Находится примерно в 12 км к западу от центра города Замосць. По данным переписи 2011 года, в деревне проживало 653 человека.
В 1975—1998 годах деревня входила в состав Замойского воеводства.

## Население
Демографическая структура по состоянию на 31 марта 2011 года:
|         | Всего | До трудоспособного возраста | Трудоспособного возраста | Старше трудоспособного возраста |
| ------- | ----- | --------------------------- | ------------------------ | ------------------------------- |
| Мужчины | 314   | 48                          | 232                      | 34                              |
| Женщины | 339   | 64                          | 194                      | 81                              |
| Всего   | 653   | 112                         | 426                      | 115                             |